# Ожерелье (воротник)

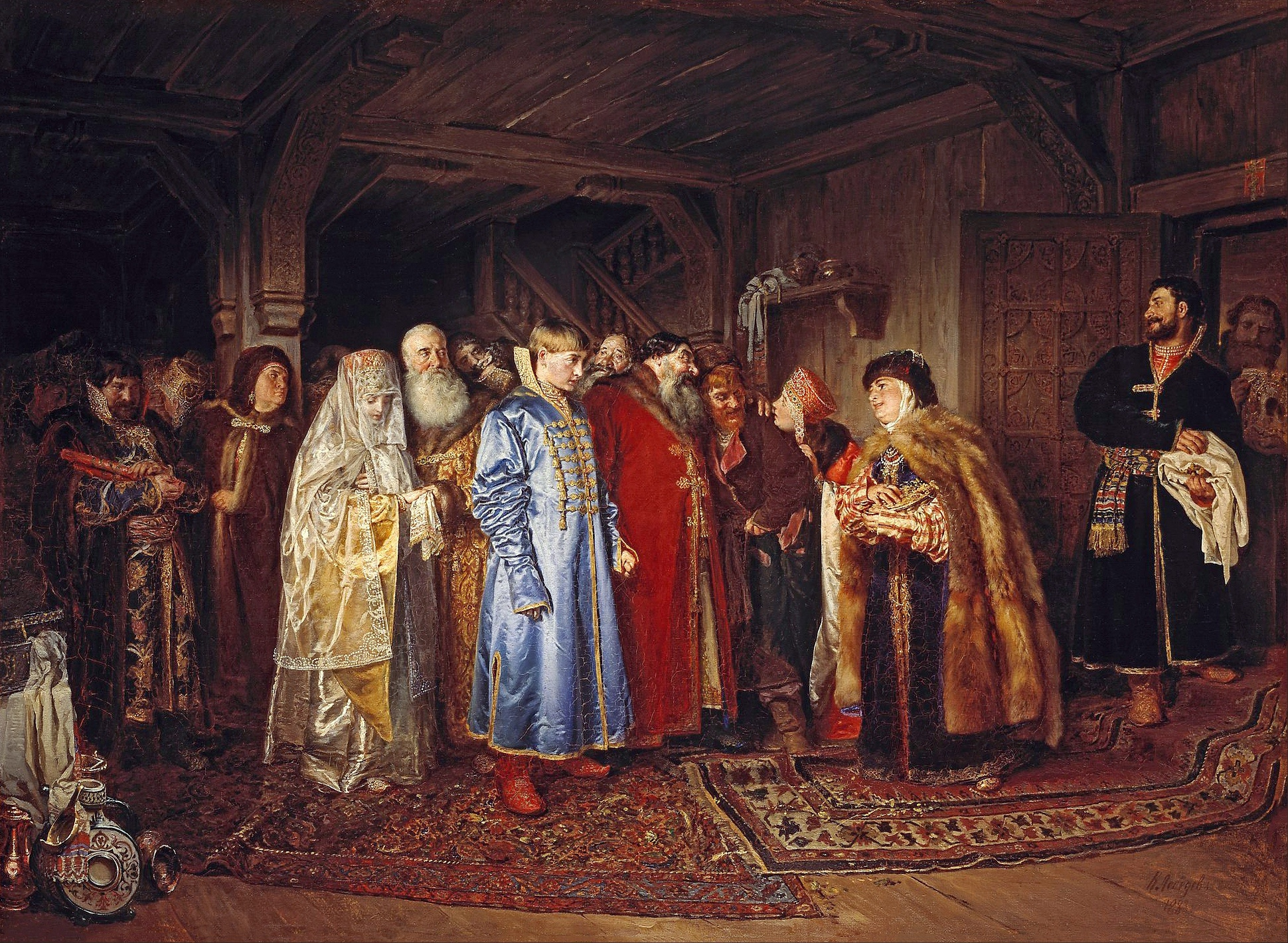
К. В. Лебедев Воротник-козырь на картине «Боярская свадьба». 1883 год

Ожере́лье — нарядный воротник в древнерусской одежде из расшитого жемчугом или камнями атласа, бархата, парчи, пристёгивавшийся к кафтану, шубе и т. п. Воротник стоячий или отложной.
Слово ожерелье происходит от слова жерло, горло.
Стоячий воротник был неотъемлемой принадлежностью зипуна. Высокий стоячий воротник назывался козырем. Получил распространение в XVII веке. От названия воротника произошло выражение «ходить козырем». Козырь изготовлялся из атласа и бархата, вышивался серебром и золотом. 
В царской одежде козырь назывался обнизью, потому что воротник обнизывался жемчугом и иногда украшался драгоценными камнями.
Пристяжное ожерелье использовалось в сорочке. Воротник вплотную облегал шею. У зипуна воротник был более свободным.
Ожерельем в одежде также назывался бобровый воротник шубы и бобровая пелерина в женской одежде.
У охабней ожерельем назывался откидной на спину воротник.